# Maximilian al II-lea Emanuel, Elector de Bavaria
Maximilian al II-lea (n. 11 iulie 1662, München, Electoratul Bavariei – d. 26 februarie 1726, München, Electoratul Bavariei), de asemenea cunoscut drept Max Emanuel sau Maximilian Emanuel, a fost conducător al Bavariei și principe elector (Kurfürst) al Sfântului Imperiu Roman. De asemenea a fost guvernator al Țărilor de Jos Spaniole și duce de Luxemburg.
S-a născut la München ca fiu al Electorului de Bavaria, Ferdinand Maria și a Henriettei Adelaide de Savoia. Bunicii materni au fost Victor Amadeus I de Savoia și Christine Marie a Franței. Christine Marie a fost a doua fiică a regelui Henric al IV-lea al Franței și a celei de-a doua soții, Maria de Medici.

## Căsătorii și copii
Prima căsătorie cu Maria Antonia de Austria, fiica împăratului Leopold I, Împărat Roman:
- Leopold Ferdinand (n./d. 1689)
- Anton (n./d. 1690)
- Joseph Ferdinand de Bavaria, Prinț de Asturia (1692–1699), Prinț Moștenitor al Spaniei

A doua căsătorie cu Theresa Kunegunda Sobieska a Poloniei, fiica regelui Ioan al III-lea Sobieski:
- Maria Anna Karoline (1696–1750), călugătiță din 1720
- Carol Albert (1697–1745), elector de Bavaria, rege al Boemiei și al Sfântului Imperiu Roman. S-a căsătorit în 1722 cu Maria Amalia Josepha Anna de Austria (1701–1756)
- Philipp Moritz Maria (1698–1719), ales episcop de Paderborn și Münster
- Ferdinand Maria (1699–1738), general imperial
- Clemens August (1700–1761), Mare Maestru al Ordinului Teutonic, Prinț Arhiepiscop de Köln, episcop de Regensburg, Paderborn, Osnabrück, Hildesheim și Münster
- Wilhelm (1701–1704)
- Alois Johann Adolf (1702–1705)
- Johann Theodor (1703–1763), Cardinal, Prinț episcop de Regensburg, Freising și Liege
- Maximilian Emanuel Thomas (1704–1709)

A avut un copil neegitim cu metresa sa Agnes Françoise Louchier;
- Emmanuel François Joseph, conte de Bavaria (1695–1747) a avut doi copii cu Maria Josepha Karolina von Hohenfels; a avut o aventură cu Louise Anne de Bourbon, nepoata Madame de Montespan.